# 9377 Мец
9377 Мец (9377 Metz) — астероїд головного поясу, відкритий 15 серпня 1993 року.
Тіссеранів параметр щодо Юпітера — 3,247.